# سلست هولم
سلست هولم (انگلیسی: Celeste Holm؛ زاده ۲۹ آوریل ۱۹۱۷ – درگذشته ۱۵ ژوئیه ۲۰۱۲) بازیگر اهل ایالات متحده آمریکا بود. وی بین سال‌های ۱۹۳۷ تا ۲۰۱۲ میلادی فعالیت می‌کرد.

## فیلم‌شناسی
- گودال مار (۱۹۴۸)
- به اصطبل بیا (۱۹۴۹)
- همه چیز درباره ایو (۱۹۵۰)
- قرارداد شرافتمندانه (۱۹۴۷)
- نامه‌ای به سه همسر (۱۹۴۹)
- تام سایر (۱۹۷۳)
- سه مرد و یک نوزاد (۱۹۸۷)
- هنوز نفس می‌کشم (۱۹۹۷)

## جوایز
- جایزه اسکار بهترین بازیگر نقش مکمل زن (۱۹۴۷)
- جایزه گلدن گلوب بهترین بازیگر نقش مکمل زن (۱۹۴۷)

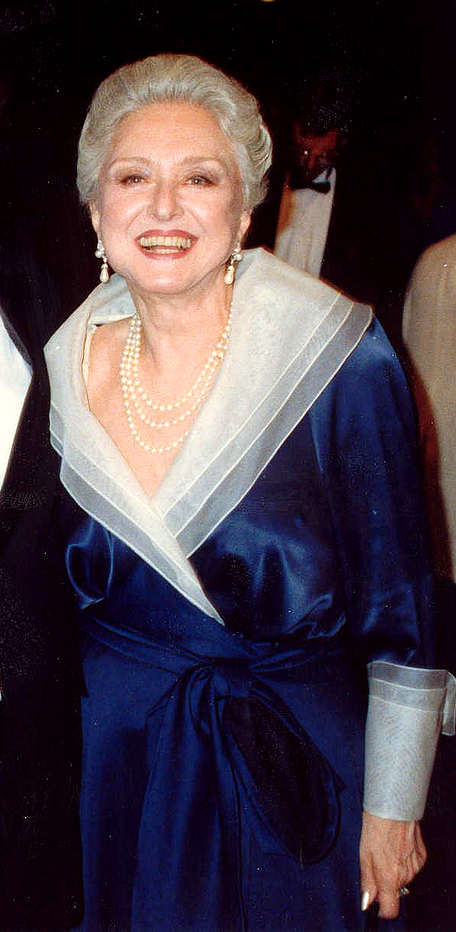
جوایز اسکار سال ۱۹۸۸

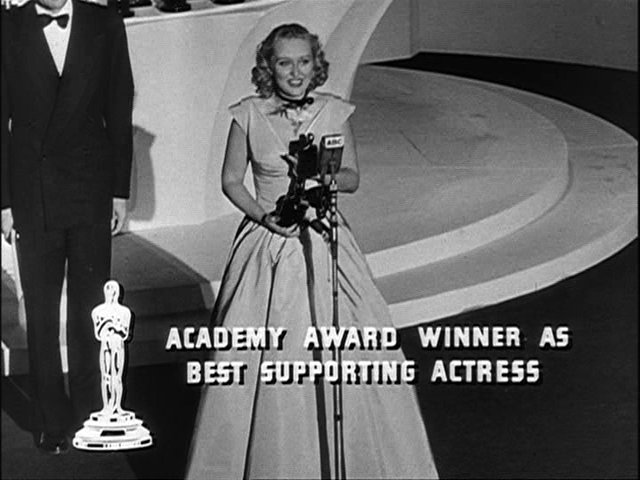
هنگام دریافت جایزه اسکار